# Arabisch Afrikaans
Arabisch Afrikaans, soms ook Getoelies genoemd, is een vorm van Afrikaans die in het Arabische schrift werd geschreven. De taalvorm werd gebruikt in een aantal Kaaps-Maleise teksten, met name voor religieus gebruik in het negentiende-eeuwse Kaapstad.
Eén van de oudste nog bewaard gebleven Afrikaanse geschriften dateert uit 1869. Behalve dat dit in het Arabische schrift opgesteld was, bevatte het ook veel Arabische woorden. Het is geschreven door Aboe Bakr Effendi uit Koerdistan, die in 1862 door de toenmalige Ottomaanse (Turkse) sultan naar de Kaap was gestuurd om als godsdienstleraar voor de Kaaps-Maleise moslimgemeenschap op te treden. Het boek 'Uiteenzetting van de Godsdienst' is door de staatsdrukker in Istanboel gedrukt en legt de islamitische gebruiken volgens de Hanafitische rechtsschool uit.
Gedurende het apartheidsregime wist bijna niemand nog dat het Afrikaans in de negentiende eeuw ook in het Arabisch schrift was neergepend. De georganiseerde Afrikaanse kultuur- en taalbevordering was hoofdzakelijk het initiatief van blanke Afrikaanssprekenden. De christelijke en blanke aspecten van de geschiedenis van het Afrikaans moesten gevrijwaard blijven. Tegenwoordig (2011) is dit minder het geval en krijgen verwijzingen naar de oorsprong en ontwikkelingen van Afrikaans als een multiculturele en (gedeeltelijk) gecreoliseerde taal een grotere plaats.

## Voorbeeld
Hier volgt een Latijnse vorm van het schrift.
Arabisch-Afrikaans"Iek bagent diesie 'kitab' met Allah (ta'ala) sain naam. Allah (ta'ala) es 'rizq' giefar ien 'dunya' fer al wat liefandag ies. Allah (ta'ala) es beriengar ien die 'gannat' ien dag 'ahirat' fer al die miesie an djinns wat oewhap 'iman' gadoet het. Al die dank an parais es rieg fer Allah (ta'ala) alien. Allah (ta'ala) het gagief fer oewhans islam sain 'agama'. Islam sain 'agama' oek waas gawies fantefoewhar Ibrahim sain 'agama'... An Allah (ta'ala) het gamaak die Qur'an an 'rasulullah' sain hadit fer seker 'dalil' fer oewhans... An Allah (ta'ala) het galaat oewhans wiet die riegtie wieg fan die 'ilms' an gahelp fer oewhans oewham ta lier ander miesie oewhap die riegtie manierie."
Afrikaans"Ek begin hierdie boek met Allah (hy is verhewe) se naam. Allah (h.i.v.) is onderhoudgewer in die wêreld vir al wat lewendig is. Allah (h.i.v.) is brenger in die paradys in die laatste dag vir al die mense en djinns wat oop iman gedoen het (met andere woorden in die geloof gesterwe het). Al die dank en prys is reg vir Allah (h.i.v.) alleen. Allah het gegee vir ons Islam se godsdiens. Islam se godsdiens ook was gewees vantevore Abraham se godsdiens...En Allah (h.i.v.) het gemaak die Koran en die profeet se hadit vir seker bewys vir ons...En Allah (h.i.v.) het gelaat ons weet die regte weg van die godsdienswetenskappe en gehelp vir ons om te leer ander mense op die regte manier."

## Voorbeeld 2

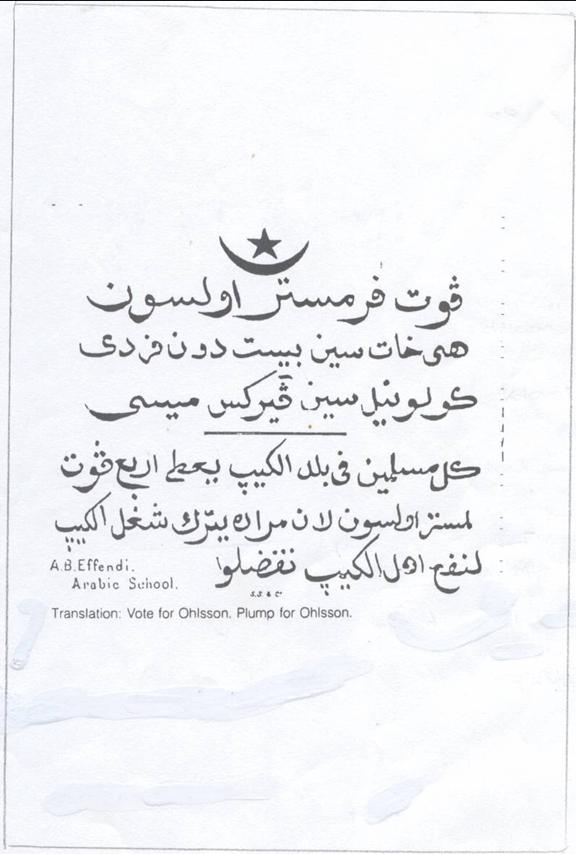
Pamflet/stemoproep in het Arabisch-Afrikaans, 1872

Het pamflet (zie afbeelding hiernaast) is een oproep tot stemmen voor mister Ohlsson aan de inwoners van Kaapstad. Het dateert uit 1872 indat jaar werden gemeentelijke verkiezingen gehouden. Anders Ohlsson zou daarbij de stemmen van veel moslims hebben getrokken. De tekst is deels Afrikaans (regel één tot en met drie) en deels Arabisch (regel vier tot en met zes).
Het pamflet is met name interessant omdat het aantoont dat ook in het dagelijkse leven in Kaapstad gebruik werd gemaakt van het Arabisch.
(De originele tekst is ongevocaliseerd en de transcriptie is dan ook een interpretatie van onderzoekster → zie bron).
Transcriptie van de tekst in het Arabisch-Afrikaans
voot fir mister Olson
hy gāt syn beist doen fir die
kolonial syn weirks missie
Kul muslimīn fī balad al- kīp yuˈţī arbaˈa voot
limister Olson li-anna murādahu yatruku šuģl al-kīp
linafˈ ´ahl al-kīp tafaddalū
(Het laatste woord bevat 2 maal een /d/ die volgens de juiste transcriptie een streepje onder de /d/ behoren te hebben)
Letterlijke vertaling van de Arabisch Afrikaanse tekst
Stem op de heer Ohlsson
hij gaat zijn best doen voor de
werksmissie van de koloniaal.
Alle moslims in Kaapstad geven vier stemmen
voor de heer Ohlsson omdat het zijn wens is het werk van de Kaap te laten
ten voordele van de mensen van de Kaap, alsjeblieft.